# Mulfordia ferruginea
Mulfordia ferruginea är en tvåvingeart som beskrevs av Malloch 1928. Mulfordia ferruginea ingår i släktet Mulfordia och familjen husflugor.
Artens utbredningsområde är Bolivia. Inga underarter finns listade i Catalogue of Life.